# شنال ساریهان
شنال ساریهان (ترکی استانبولی: Şenal Sarıhan؛ زادهٔ ۱۷ فوریهٔ ۱۹۴۸) وکیل اهل ترکیه است. او معلم، یک فمینیست و فعال حقوق بشر است. وی در انجمن معلمان ترکیه فعال بود و در ۱۹۶۷ به کمیته اجرایی انجمن زنان معاصر پیوست و به نوشتن مقالاتی در زمینه حمایت از اتحادیه‌ها پرداخت که به همین منظور برای ۲۲ سال به زندان افتاد و در سال ۱۹۷۴ از زندان آزاد شد.
وی در ۱۹۹۷ به‌طور مشترک با سرگین تانریکولو برندهٔ جایزه حقوق بشر رابرت اف. کندی شدند. ساریهان عضو مجمع عمومی مجلس ملی کبیر ترکیه است.